# Beuzevillette
Beuzevillette település Franciaországban, Seine-Maritime megyében. Lakosainak száma 612 fő (2022. január 1.). Beuzevillette Bolleville, Gruchet-le-Valasse, Lanquetot, Lintot és Trouville községekkel határos.

## Népesség
A település népességének változása:
| Lakosok száma | 677  | 667  | 669  | 647  | 637  | 634  | 626  | 617  | 612  |
|               | 2013 | 2015 | 2016 | 2017 | 2018 | 2019 | 2020 | 2021 | 2022 |